# Cephas Chimedza
Cephas Chimedza (Harare, 5 dicembre 1984) è un ex calciatore zimbabwese, di ruolo centrocampista.

## Carriera

### Club
Comincia a giocare in patria, al Dynamos. Nel 2004 passa al CAPS United. Nel 2005 si trasferisce in Belgio, al Germinal Beerschot. Nel gennaio 2006 viene prestato al CAPS United. Nell'estate 2006 viene acquistato dal Sint-Truiden. Al termine della stagione 2009-2010 rimane svincolato. Nel gennaio 2011 viene ingaggiato dal Westerlo con cui, tuttavia, non colleziona alcuna presenza. Nell'estate 2011 si trasferisce al Cappellen, in cui milita fino al termine della stagione.

### Nazionale
Ha debuttato in Nazionale nel 2004. Ha messo a segno la sua prima rete con la maglia della Nazionale il 16 marzo 2005, nell'amichevole Zimbabwe-Botswana (1-1), in cui ha siglato la rete del momentaneo 1-0. Ha messo a segno la sua prima doppietta con la maglia della Nazionale il 16 aprile 2005, in Mozambico-Zimbabwe (0-3). Ha partecipato, con la Nazionale, alla Coppa d'Africa 2006. Ha collezionato in totale, con la maglia della Nazionale, 30 presenze e 4 reti.